# Organo della chiesa evangelica di Uttum

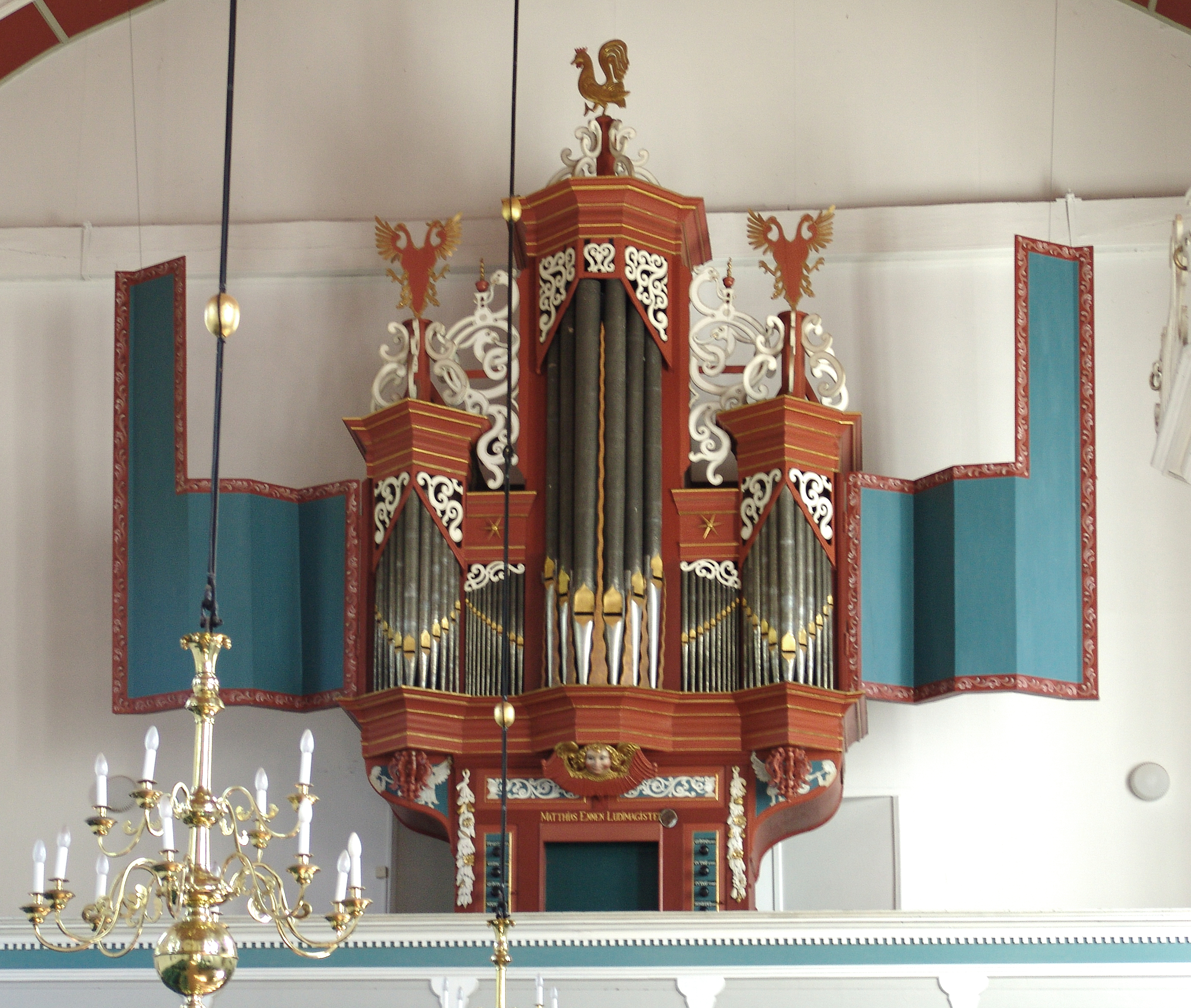
L'organo della chiesa evangelica di Uttum.

Con organo della chiesa evangelica di Uttum ci si riferisce a un organo costruito a Uttum, in Germania.

## Storia
L'organo venne realizzato durante il mandato del pastore Cornelius Wybenius Müller (1655-1666), probabilmente intorno al 1660, utilizzando parte del materiale fonico di uno strumento precedente o di quello di una chiesa abbandonata. Una tradizione, infatti, ritiene che l'organo sia stato realizzato con alcune parti dell'abbandonato strumento del monastero della vicina Sielmönken, costruito nel 1549 da Cornelius e Michael Slegel e abbandonato dopo la Riforma protestante. Si tratta di un organo da nove registri e un manuale, senza pedaliera.
Nel 1716 vennero aggiunte le ante e alcuni fregi. Interventi di riparazione e restauro vennero eseguiti, nel corso del tempo, da Johann Friedrich Constabel nel 1748, da Dirk Lohmann fra il 1769 e il 1770, da Hinrich Renken de Vries fra il 1785 e il 1786, da Gerhard Janssen Schmid fra il 1795 e il 1796 e nel 1805, da Johann Christian Grüneberg nel 1811 e da Johann Diepenbrock nel 1881.
Nel 1917, durante la prima guerra mondiale, le canne della facciata vennero confiscate per essere fuse a scopi bellici, per poi essere rimpiazzate nel 1924. Fra il 1956 e il 1957 Jürgen Ahrend e Gerhard Brunzema eseguirono un restauro filologico completo, riportando lo strumento alle sue condizioni originarie.

### Caratteristiche tecniche
Attualmente l'organo è a trasmissione interamente meccanica, l'aria è fornita da tre mantici a cuneo, la pressione del vento è di 78 mm in colonna d'acqua, il corista del La corrisponde a 469 Hz e il temperamento è il mesotonico modificato. La disposizione fonica è la seguente:
| Manuale CDEFGA-c3 |        |
| Praestant         | 8'     |
| Quintadeen        | 16'    |
| Gedact            | 8'     |
| Quintadeen        | 8'     |
| Octaaf            | 4′     |
| Octaaf            | 2'     |
| Sesquialtera      | II     |
| Mixtur            | III-IV |
| Trompet           | 8'     |

| Accessori       |
| Tremulant       |
| Cymbelstern     |
| Calcantenglocke |